# Carthamus baeticus
Carthamus baeticus là một loài thực vật có hoa trong họ Cúc. Loài này được (Boiss. & Reut.) Nyman mô tả khoa học đầu tiên năm 1879.